# Châtillon-sur-Lison
Châtillon-sur-Lison är en kommun i departementet Doubs i regionen Bourgogne-Franche-Comté i östra Frankrike. Kommunen ligger i kantonen Quingey som tillhör arrondissementet Besançon. År 2019 hade Châtillon-sur-Lison 8 invånare.

## Befolkningsutveckling
Antalet invånare i kommunen Châtillon-sur-Lison
Referens:INSEE